# Agrostis dianthera
Agrostis dianthera é uma espécie de gramínea do gênero Agrostis, pertencente à família Poaceae.